# Przemysław Reut
Przemysław Reut est un réalisateur américain d'origine polonaise né en 1968.

## Biographie
Przemyslaw Reut est né à Varsovie, en Pologne, le 14 mars 1968. Après des études de journalisme à l'Université de Varsovie, puis de cinéma à l'Ecole SVA de New York School of Visual Arts.
Au milieu des années 1990, il a participé à la production de clips de musique hip-hop pour Rought Riders et Wu Tang Clan. Son premier film Close-up a été le premier long métrage produit à SVA. En 2002, il réalise et produit le long metrage Paradox Lake, sélectionné en compétition officielle au Sundance 2002. Ce film a reçu plusieurs prix à travers le monde, dont Independent Spirits Award, meilleur long métrage au Los Angeles Independent Film Festival, prix du meilleur public à New Horizons et Athens Film Festival ainsi que le meilleur réalisateur et le meilleur scénario au Festival du film indépendant de Milan.
Ces dernières années, Przemyslaw Reut a travaillé comme réalisateur, directeur de la photographie et éditeur sur divers projets commerciaux et artistiques aux États-Unis, en Europe et en Asie. Il a travaillé également pour le POLIN Museum de Varsovie.
Depuis plusieurs années, Przemyslaw Reut est actif dans les effets spéciaux et son introduction au cinéma indépendant. Il travaille actuellement au développement de plusieurs projets dont "African Vinyl" et "Keyman".

## Filmographie

### Réalisateur
- 1996 : Close Up
- 2002 : Paradox Lake
- 2017 : Barcelona Baby!
- 2020 : Fake Real
- 2020 : City of gold

### Directeur de photographie
- 1996 : Close Up
- 2002 : Paradox Lake
- 2014 : Murderland de Ken Kushner
- 2016 : An Unstable Reality de Renato Clarete Tranquilino et Nick Scochemaro (court métrage)
- 2018 : The Brawler de Ken Kushner
- 2019 : Ghost in the Graveyard de Charlie Comparetto
- 2020 : Fake Real

## Récompenses et Distinctions
- Paradox Lake
  - Meilleur film étranger au festival de Wrocław
  - Meilleur réalisateur au festival de Milan
  - Someone to Watch Award au 18e Independent Spirit Awards
  - Prix du public au festival d'Athènes
  - Meilleur film dramatique au festival du film polonais de Los Angeles